# Zilla globosa
Zilla globosa is een spinnensoort in de taxonomische indeling van de wielwebspinnen (Araneidae).
Het dier behoort tot het geslacht Zilla. De wetenschappelijke naam van de soort werd voor het eerst geldig gepubliceerd in 2004 door Subhendu Sekhar Saha & Dinendra Raychaudhuri.